# Erreur de voie
L'erreur de voie est une forme d'erreur médicale qui consiste à administrer un traitement par une voie d'entrée inadéquate. Par exemple, inoculer dans une veine (injection intraveineuse) un produit prévu pour être injecté en intramusculaire.
L'erreur de voie est une erreur classique, surtout en cas d'auto-administration du produit. Le cas le plus fréquent[réf. nécessaire] est la prise du suppositoire par voie buccale.